# Кудіївка
Куді́ївка —  село в Україні, у Дергачівській міській громаді Харківського району Харківської області. Населення становить 22 осіб. До 2020 орган місцевого самоврядування — Токарівська сільська рада.

## Географія
Село Кудіївка знаходиться біля витоків річки Татарка, примикає до сіл Бугаївка і Гоптівка, на відстані 1 км проходить автомобільна дорога М27, за 2 км - кордон з Росією.

## Населення

### Мова
Розподіл населення за рідною мовою за даними перепису 2001 року:
| Мова       | Кількість | Відсоток |
| ---------- | --------- | -------- |
| українська | 18        | 81.82%   |
| російська  | 4         | 18.18%   |
| Усього     | 22        | 100%     |

## Історія
12 червня 2020 року, розпорядженням Кабінету Міністрів України № 725-р «Про визначення адміністративних центрів та затвердження територій територіальних громад Харківської області», увійшло до складу Дергачівської міської громади.
19 липня 2020 року, в результаті адміністративно-територіальної реформи та ліквідації Дергачівського району, село увійшло до складу Харківського району.